# العلاقات الأذربيجانية الألبانية
العلاقات الأذربيجانية الألبانية هي العلاقات الثنائية التي تجمع بين أذربيجان وألبانيا.

## مقارنة بين البلدين
هذه مقارنة عامة ومرجعية للدولتين:
| وجه المقارنة                                              | أذربيجان        | ألبانيا                                                    |
| --------------------------------------------------------- | --------------- | ---------------------------------------------------------- |
| المساحة (كم2)                                             | 86.60 ألف       | 28.75 ألف                                                  |
| عدد السكان (نسمة)                                         | 10.00 مليون     | 3.02 مليون                                                 |
| الكثافة السكانية (ن./كم²)                                 | 115.47          | 105.04                                                     |
| العاصمة                                                   | باكو            | تيرانا                                                     |
| اللغة الرسمية                                             | اللغة الأذرية   | اللغة الألبانية                                            |
| العملة                                                    | مانات أذربيجاني | ليك ألباني                                                 |
| الناتج المحلي الإجمالي (بليون دولار)                      | 40.75 مليار     | 13.04 مليار                                                |
| الناتج المحلي الإجمالي (تعادل القوة الشرائية) بليون دولار | 171.56 مليار    | 33.17 مليار                                                |
| الناتج المحلي الإجمالي الاسمي للفرد دولار أمريكي          | 5.50 ألف        | 3.94 ألف                                                   |
| الناتج المحلي الإجمالي للفرد دولار أمريكي                 | 17.52 ألف       | 11.11 ألف                                                  |
| مؤشر التنمية البشرية                                      | 0.751           | 0.764                                                      |
| رمز المكالمات الدولي                                      | +994            | +355                                                       |
| رمز الإنترنت                                              | .az             | .al                                                        |
| المنطقة الزمنية                                           | ت ع م+04:00     | توقيت وسط أوروبا، ت ع م+01:00، ت ع م+02:00، أوروبا/تيرانا ‏ |

## منظمات دولية مشتركة
يشترك البلدان في عضوية مجموعة من المنظمات الدولية، منها:
| علم المنظمة | اسم المنظمة                               | تاريخ انضمام أذربيجان | تاريخ انضمام ألبانيا |
| ----------- | ----------------------------------------- | --------------------- | -------------------- |
|             | الاتحاد البريدي العالمي                   | ?                     | ?                    |
|             | مؤسسة التنمية الدولية                     | 31 مارس 1995          | 15 أكتوبر 1991       |
|             | منظمة حظر الأسلحة الكيميائية              | ?                     | ?                    |
|             | الأمم المتحدة                             | 2 مارس 1992           | 14 ديسمبر 1955       |
|             | وكالة ضمان الاستثمار متعدد الأطراف        | 23 سبتمبر 1992        | 15 أكتوبر 1991       |
|             | منظمة الشرطة الجنائية الدولية             | ?                     | ?                    |
|             | مؤسسة التمويل الدولية                     | 11 أكتوبر 1995        | 15 أكتوبر 1991       |
|             | الاتحاد الدولي للاتصالات                  | 10 أبريل 1992         | 2 يونيو 1922         |
|             | البنك الدولي للإنشاء والتعمير             | 18 سبتمبر 1992        | 15 أكتوبر 1991       |
|             | مجلس أوروبا                               | 25 فبراير 2001        | ?                    |
|             | منظمة التعاون الاقتصادي للبحر الأسود      | ?                     | ?                    |
|             | منظمة التعاون الإسلامي                    | 1991                  | ?                    |
|             | منظمة الأمن والتعاون في أوروبا            | 30 يناير 1992         | 19 يونيو 1991        |
|             | المركز الدولي لتسوية المنازعات الاستشارية | 18 أكتوبر 1992        | 14 نوفمبر 1991       |
|             | يونسكو                                    | 3 يونيو 1992          | 16 أكتوبر 1958       |

## وصلات خارجية
- موقع وزارة الخارجية الأذربيجانية
- موقع وزارة الخارجية الألبانية